# Siete Dioses de la Fortuna
En el folclore japonés, los siete dioses de la fortuna (七福神, shichi fukujin) son siete deidades de la buena suerte y a menudo tienen su lugar en grabados netsuke y otras representaciones.

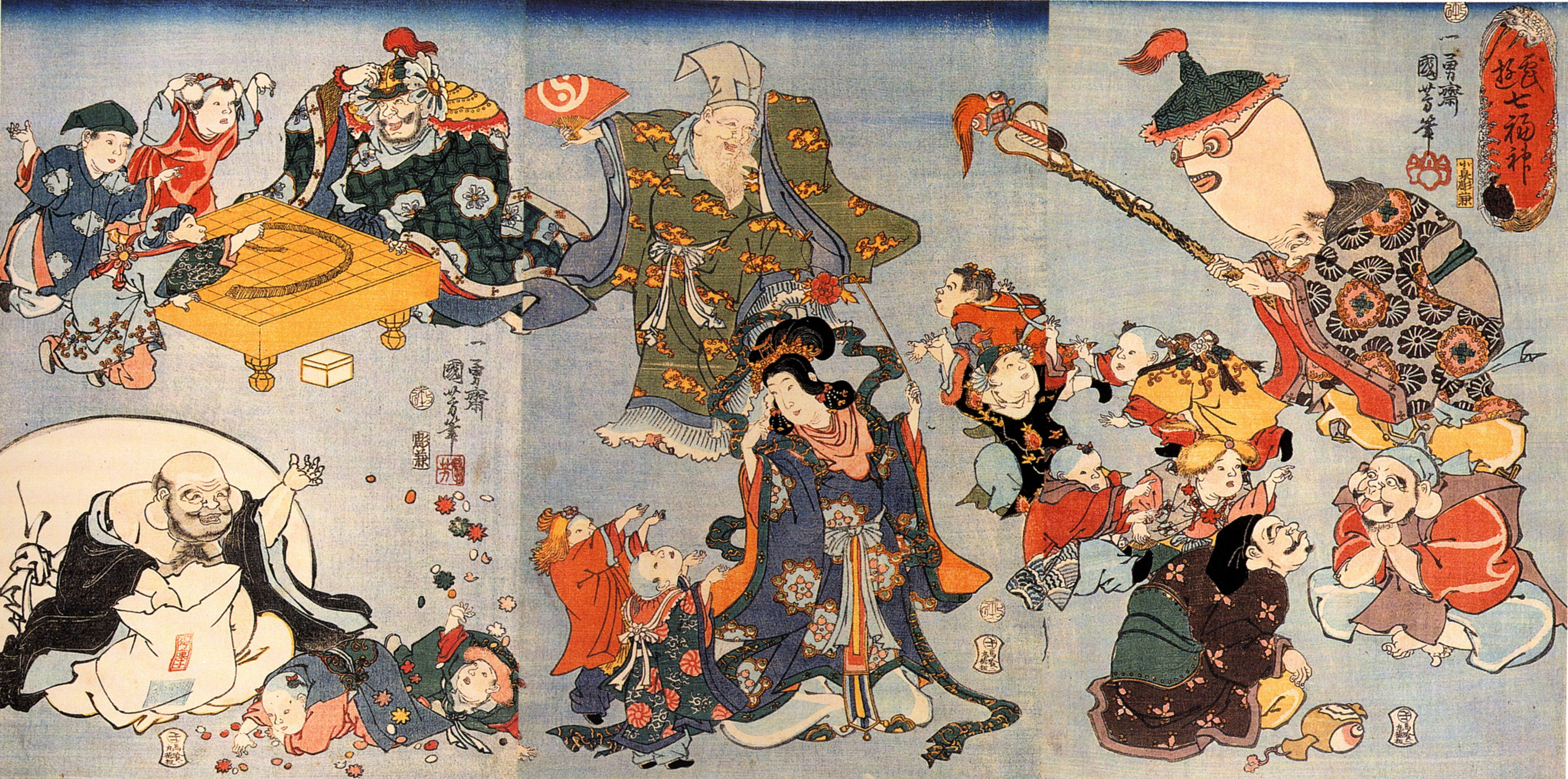
Los siete Dioses de la fortuna.

## Descripción
Entre los siete, no todos los dioses son de carácter solo mítico dentro de la mitología japonesa, ya que hay un dios que originalmente es un personaje histórico. En sus orígenes empezaron siendo dioses remotos e impersonales, pero gradualmente se han convertido en figuras mucho más cercanas y patrones de ciertas profesiones y artes japonesas. Durante el transcurso de su historia, la mutua influencia entre dioses ha dado pie a confusiones sobre cuál de ellos era el patrón de ciertas profesiones. La adoración a este grupo de dioses también se debe a la importancia del número siete en Japón, supuestamente portador de buena suerte.

## Origen e historia
Se sabe que estas deidades tienen su origen en antiguos dioses de la suerte de diferentes culturas del oriente: del sintoísmo japonés 
provenientes del hinduismo (Benzaiten, Bishamonten y Daikokuten); y del taoísmo y budismo chinos (Fukurokuju, Hotei y Jurojin) excepto uno (Ebisu) de origen propiamente japonés.
Estos dioses son reconocidos como tales desde hace más de mil años, con un gran número de seguidores. En sus inicios, estos dioses eran adorados por mercaderes, pues los dos primeros (Ebisu y Daikokuten) eran dioses del negocio y el comercio.
Posteriormente, las demás clases de la sociedad japonesa buscaron otros dioses que correspondiesen con sus profesiones: así surgió Benzaiten, patrona de las artes y Fukurokuju de las ciencias intelectuales, etcétera.
En la antigüedad se rendía culto a estos dioses por separado, pero ahora pocas veces es así: solo cuando se quiere que el dios actúe en nombre del interesado. Se empezó a mencionarlos como un colectivo hacia el 1420, en Fushimi, con el objetivo de imitar las procesiones de los Daimio, señores feudales del Japón premoderno.
Se dice que el sacerdote budista Tenkai seleccionó a estos dioses tras hablar con el shogun al que servía, Iemitsu Tokugawa, ante la orden de buscar a quienes poseyeran las virtudes perfectas: longevidad, fortuna, popularidad, sinceridad, amabilidad, dignidad y magnanimidad. Poco después a un artista famoso de la época, Kanō Yasunobu, le encargaron retratar por primera vez a estos dioses.

### La leyenda del Takarabune (宝船)

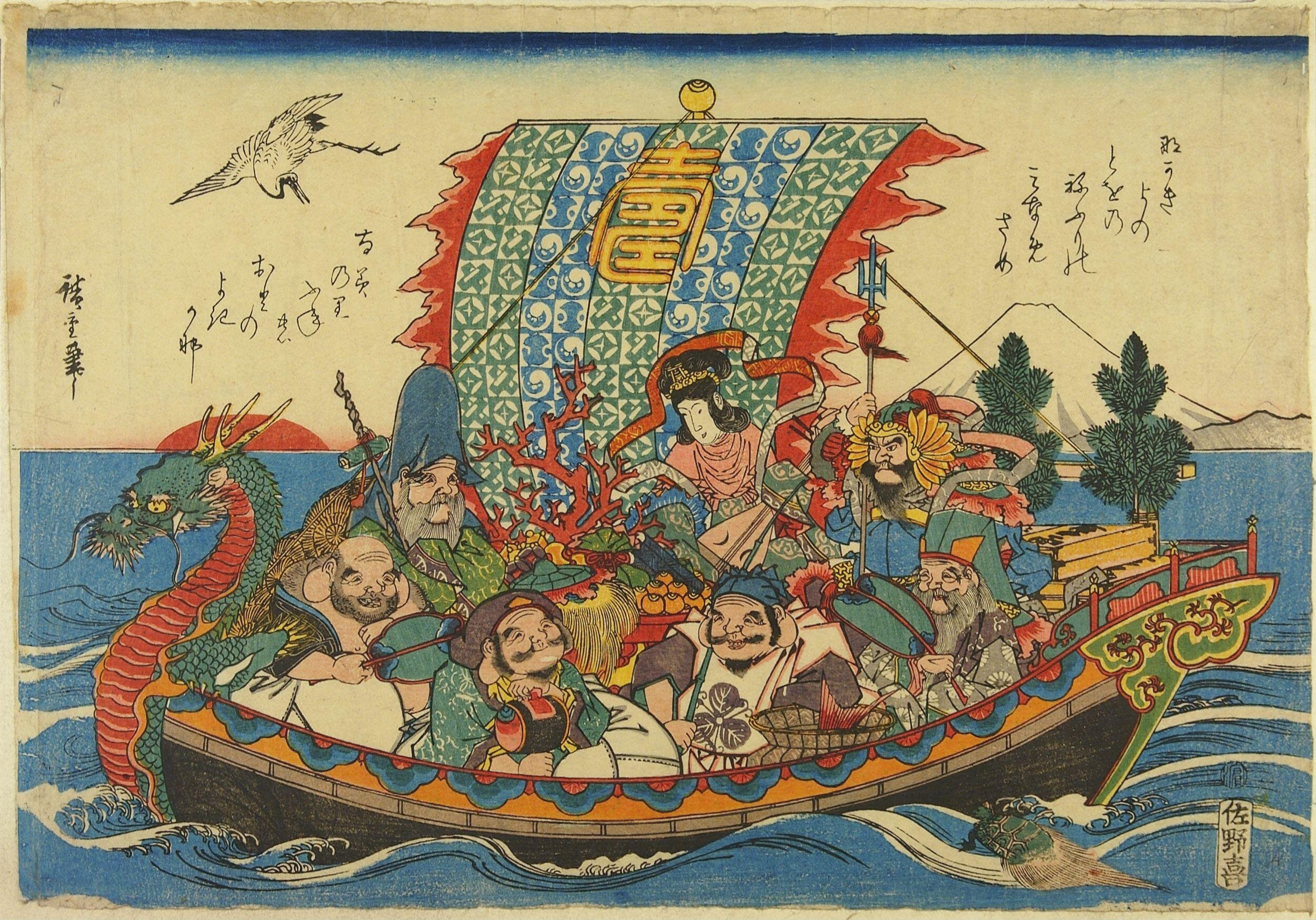
Grabado en madera del Takarabune (El barco del tesoro) de Utagawa Hiroshige.

La razón por la que frecuentemente se representa a estos dioses en un barco (de forma equivalente a la leyenda de los Ocho Inmortales), es por la leyenda llamada Takarabune. Se dice que durante los tres primeros días de cada año, las siete divinidades se embarcan desde los cielos en un barco llamado Takarabune con tesoros del folclore japonés (muchas veces son prendas de ropa con poderes mágicos que los dioses usan) y se dirigen a los puertos humanos. Esta leyenda ha derivado en supersticiones como poner una imagen de los dioses debajo de la almohada el segundo día del año para tener un buen sueño y así tener suerte todo el año.

## Nombres y atributos

### 恵比寿 (Ebisu)
Es de la época de los dioses Izanami e Izanagi y es el único dios con origen puramente japonés. Es el dios de la prosperidad y la riqueza en los negocios, y de la abundancia en las cosechas y cereales, es decir, la comida en general. Es el patrón de los pescadores, por tanto es representado con indumentarias de pescador como un sombrero típico, una caña de pescar en su mano derecha y un pescado que puede ser una carpa, una merluza, un bacalao o una lubina, es decir, todos los peces grandes que simbolizan la abundancia en las comidas. Actualmente es común ver su figura en restaurantes donde se sirve pescado en cantidad o en las cocinas de los hogares.

### 大黒天 (Daikokuten)
El Dios Daikokuten es uno de los Shichifukujin, es el Dios del comercio, y la prosperidad, también se le atribuyen otras características como el hecho de ser el patrón de los cocineros, granjeros, banqueros, agricultores, el protector de la tierra (cultivos) y curiosamente a través de una leyenda también es considerado cazador de demonios, esta leyenda cuenta que el Dios Daikoku colgó un talismán sagrado de la rama de un árbol de su jardín y pudo cazar un demonio. Este Dios se caracteriza por ser sonriente, tener las piernas cortas y llevar un gorro en la cabeza, se suele representar con un saco repleto de objetos de valor o con un mazo mágico de la buena suerte. A pesar de ser una figura popular conocida, su origen es bastante confuso, algunas personas creen que viene de un antiguo Dios Shinto, otras en cambio dicen que el origen de este Dios viene del budismo, conocido como Mahakala (Dios Hindú de la muerte).

### 毘沙門天 (Bishamonten)
Su origen se remonta al hinduismo, pero Japón la adaptó al budismo. Este dios proviene del Dios hindú “Kúbera” y también se la conoce con el nombre de “Vaisravana”, procedente de la cultura hindú. Es el Dios de la fortuna, en la guerra y las batallas, este hecho se le relaciona también con la autoridad y la dignidad. Literalmente es el Dios protector de aquellos que siguen las normas, y se portan de manera correcta.  Al ser el patrón de los luchadores se le representa vestido con una armadura y un casco. En la mano izquierda lleva una pagoda (templo), ya que también actúa como protector de los lugares sagrados, y lugares importantes; en la mano derecha lleva una lanza para luchar contra los espíritus malignos. Normalmente es ilustrado con un aro de fuego.

### 弁才天 / 弁財天 (Benzaiten)
Su origen se encuentra en el hinduismo, proviene de la Diosa hindú “Sarasvati”. Conocida de diversas maneras: Benzaiten, Benten o Benten-sama. Cuando se adaptó del budismo se le fueron atribuidas las cualidades de la música, el talento, la belleza, etc. Muchas veces su figura aparece en los “Torii” (entrada de los templos), es común ver su figura en los templos japoneses. Es representada como una mujer inteligente, bella y portadora de los atributos antes mencionados. Lleva un instrumento llamado “Biwa”, tradicional japonés parecido al laúd. Normalmente esta Diosa es acompañada por una serpiente blanca. Es la patrona de los artistas, escritores, bailarines, geishas, etc.

### 福禄寿 (Fukurokuju)
El Dios Fukurokuju, otro de los Sichifukujin, originario de China, hay personas que dicen que fue un ermitaño chino de la dinastía Song, distinguido por ser una reencarnación del Dios taoísta Hsuan-wu. Es el Dios de la sabiduría, la suerte, la longevidad, la riqueza y la felicidad. Este Dios recibe ciertos créditos, tales como ser uno de los filósofos chinos que podían vivir sin comer. Por otra parte es el único Dios al que se le ha atribuye la habilidad de resucitar a los muertos. Fukurokuju se caracteriza por el tamaño de su rostro, siendo casi tan grande como el tamaño de su cuerpo y por representarse con vestimentas tradicionales de origen chino. Normalmente lleva un bastón en una mano y en la otra un pergamino, con escrituras sobre el saber del mundo. Este Dios suele ir acompañado de una tortuga, un cuervo o un ciervo. Animales que frecuentemente son usados en Japón para simbolizar una larga vida. También se dice que este Dios le gusta jugar al ajedrez, por ello también se le atribuye el rasgo de patrón de los jugadores de ajedrez.

### 寿老人 (Juroujin)
Considerado la personificación de la estrella polar del sur (南極星 ”nankyokusei”) es el dios de la vejez y la longevidad en la mitología del budismo japonés. Se dice que el legendario Juroujin se basa en una persona real que vivió en la antigüedad. Medía aproximadamente metro 1’82 de alto y hacía gala de una cabeza alargada. Aparte de su distintivo cráneo, se lo representa con una larga barba blanca, montado en un ciervo y a menudo también acompañado por una grulla de 1500 años y una tortuga, plasmando de este modo su afinidad por la larga vida. Además, suele representarse bajo un melocotonero, puesto que el fruto de este árbol es considerado, por el taoísmo y corroborado por los científicos, capaz de alargar la vida al tener propiedades antioxidantes. En su mano sostiene un bastón y un libro o un pergamino. La sabiduría del mundo permanece escrita entre sus páginas. Jurojin disfruta del arroz y el vino y es una figura muy alegre.

### 布袋 (Hotei)
Dios de la fortuna, guardián de los niños, patrón de los adivinos y de los taberneros, también es dios de la popularidad. Es representado como un hombre sonriente, calvo, gordo y con bigotes rizados. Su barriga parece que vaya a sobresalir de su ropa, por ello parece estar siempre medio desnudo. Cosa que hizo gracia a los chinos y por eso lo apodaron “Cho-Tei-Shi o Ho-Tei-Shi”, que significa saco de ropa vieja.
Hotei era un sacerdote zen, pero su apariencia y algunas de sus acciones estaban en contra de la morales de condición: Su apariencia lo hacía parecer una persona bastante pícara y no tenía lugar fijo donde dormir.
Lleva una bolsa cargada a sus hombros que, según las creencias llevan fortunas para aquellos que crean en sus virtudes.
La leyenda explica que Hotei fue una persona real. Su nombre Chino era Kaishi, aunque parece que su fecha de nacimiento es desconocida, su muerte está registrada en el marzo del año 916.
Los japoneses comenzaron a creer en Hotei durante la época Edo. La razón por la cual los japoneses tienen un respeto tan grande por este dios proviene de una leyenda, que cuenta que antes que el budismo Zen llegara a Japón, un pensamiento budista alternativo fue extendido por un sacerdote de estética dudosa que, en realidad, era una manifestación del budista nombrado Miroku. Miroku era el santo que salvaba a las personas que no podían ser salvadas mediante las creencias de Buda. Hotei fue percibido y aceptado por los japoneses como un segundo Miroku.